# Ебенізер Говард
Ебенізер Говард (англ. Sir Ebenezer Howard; 29 січня 1850, Лондонське Сіті — 1 травня 1928) — англійський філософ і соціолог-утопіст, відомий своєю публікацією «Міста-сади майбутнього» (англ. Garden Cities of To-morrow) (1898), в якій описане утопічне місто, де люди живуть разом, в гармонії з природою. Публікація привела до основи руху місто-сад, а також до спроб побудови подібних міст у Великій Британії на початку XX століття.
Народився в Лондоні, в сім'ї крамаря. Навчався в школах графства Саффолк і Гартфордшир, а потім підробляв канцелярським службовцем. У 1871 році, у 21-річному віці, під впливом свого дядька, який займався сільським господарством, Говард емігрував з двома друзями до Америки, збираючись стати фермером, але потім залишив цю думку, відправившись в штат Небраска. Пізніше він переїхав до Чикаго, де був кореспондентом різних газет. У США він познайомився з відомими поетами Волтом Вітменом і Ральфом Волдо Емерсоном і почав міркувати про поліпшення якості життя.
У 1876 році Говард повернувся в Англію, знайшов роботу в компанії Hansard, де і пропрацював до кінця свого життя. Після смерті, вся його спадщина перейшла до онука крикет-менеджера Джеффрі Говарда, а також до правнучки, поетеси і видавця Джой Бернард Говард.

## Публікації
Єдиною працею його життя було філософське есе "Майбутнє: мирний шлях до реальних реформ" (To-Morrow: A Peaceful Path to Real Reform), згодом перевидане в 1902 році під назвою "Міста-сади майбутнього" (Garden Cities of To-morrow). Ця книга пропонує побудову міст без старих будинків, де люди зможуть користуватися багатьма перевагами, при цьому не відриваючись від сільської місцевості. Він ілюстрував цю ідею у знаменитій діаграмі «Три Магніти», в якій розглядається питання про вибір буття: «Місто», «Село» та «Місто-село». Він запропонував створення нових міст обмеженого розміру, які будуть постійно оточені сільською місцевістю. Такі міста-сади були використані як модель для багатьох передмість. Говард вважав, що своєрідні міста-сади - ідеальне поєднання міста і природи. Ці міста значною мірою незалежно управлятимуться громадянами, але економічний інтерес у них, а також земля, на якій вони мали бути побудовані, будуть перебувати у власності групи довірених осіб та здані в оренду громадянам.